# ハリバット (潜水艦)
ハリバット (USS Halibut, SS-232) は、アメリカ海軍の潜水艦。ガトー級の一隻。艦名はカレイ目最大種のオヒョウ属を中心に、広義にはヒラメ・カラスガレイなど体長1mを超える大型種の通称に由来する。同名のアメリカ軍艦（USS Halibut）としては初代。なお、退役から15年後に2代目「ハリバット (SSGN-587) 」が就役している。

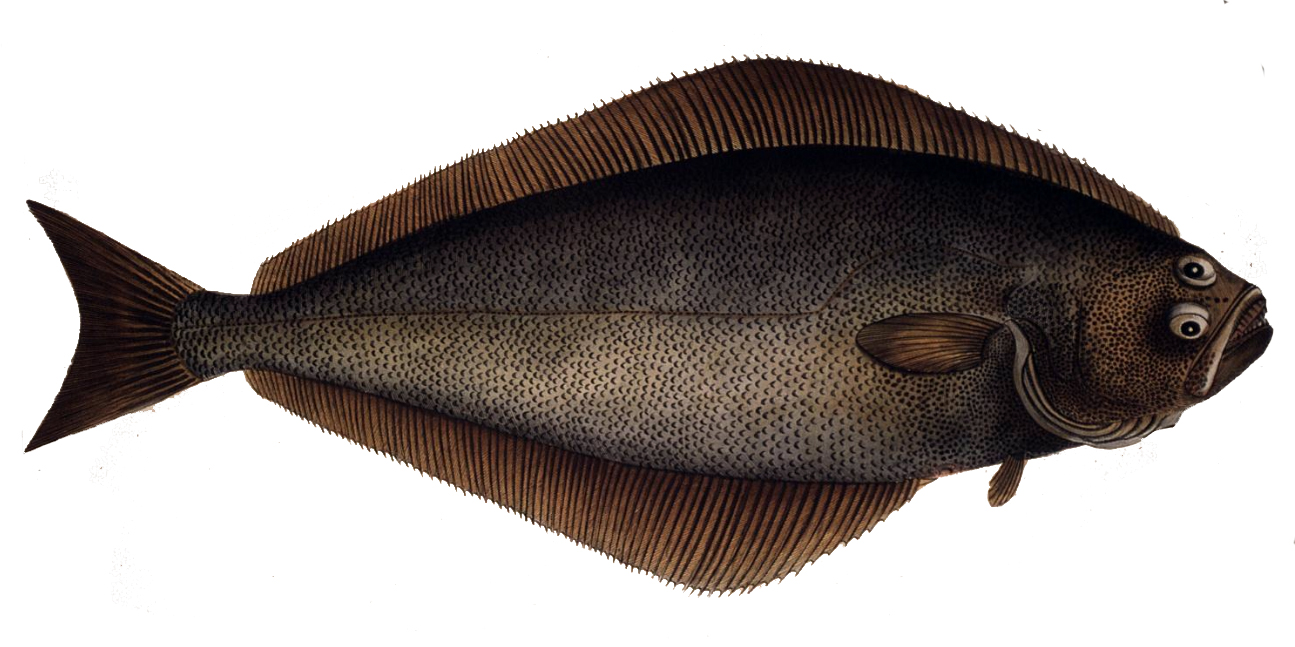
タイセイヨウオヒョウ（Atlantic halibut）

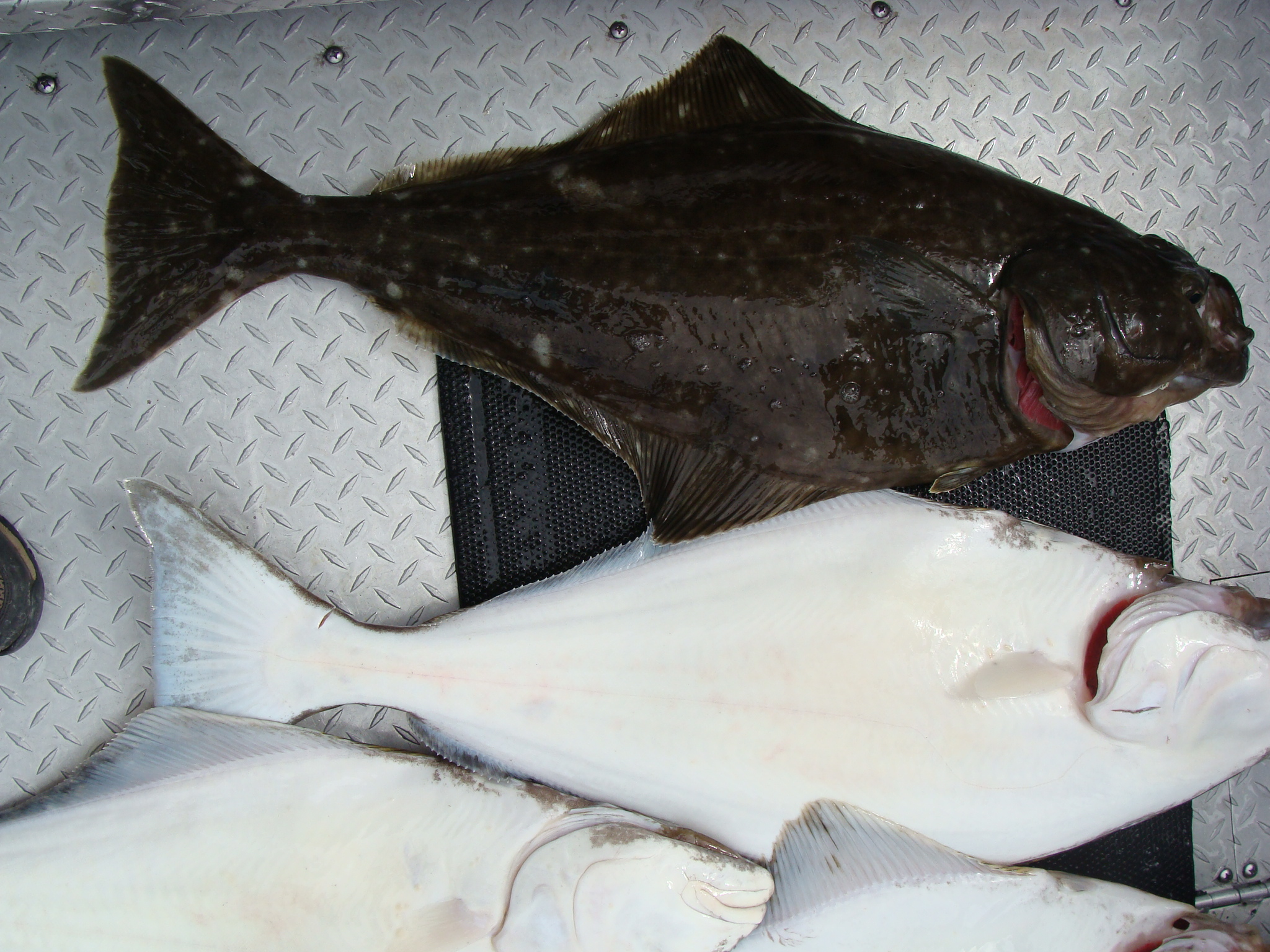
タイヘイヨウオヒョウ（Pacific halibut）

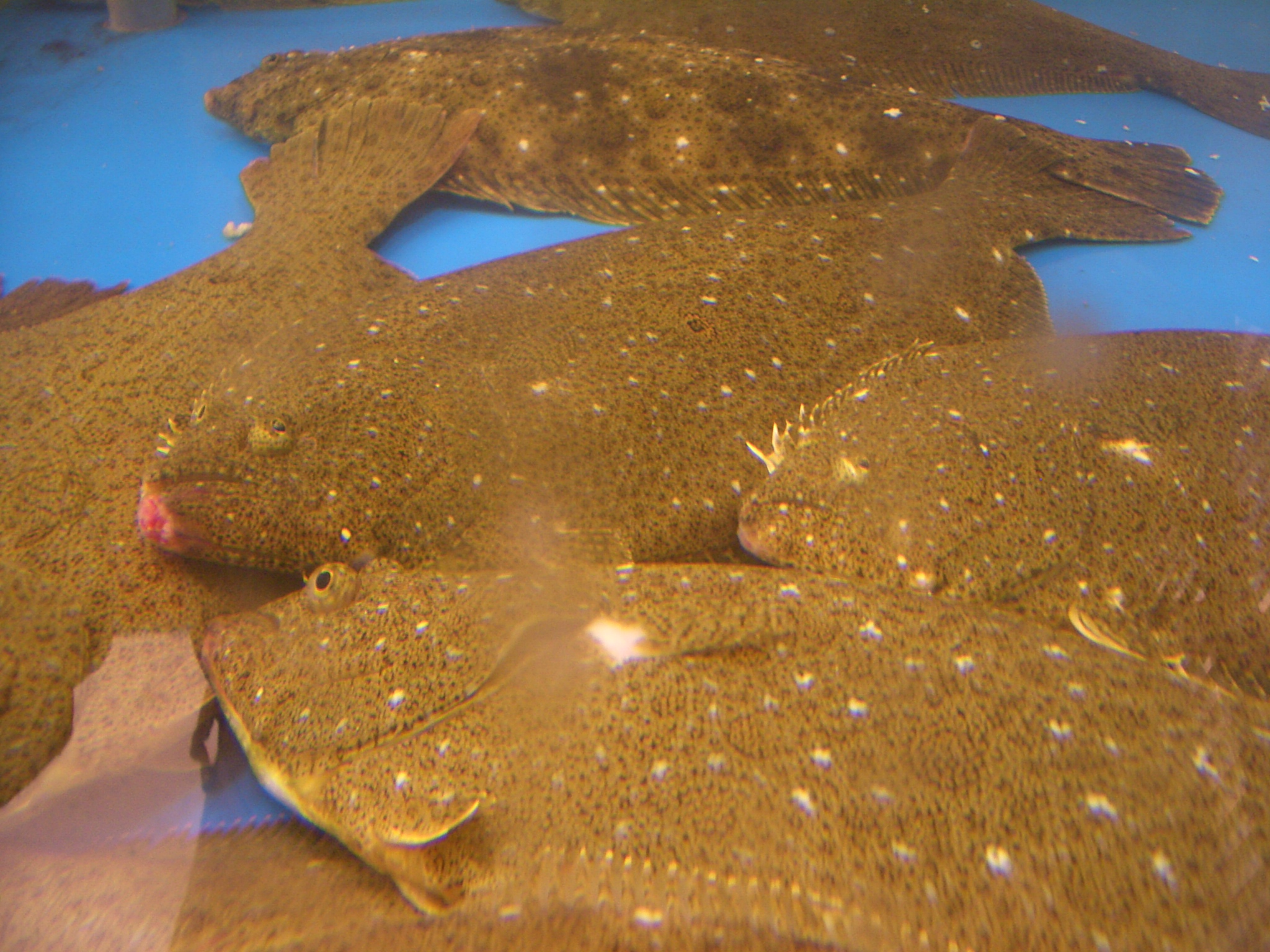
ヒラメ（通称Bastard halibut）

## 艦歴
「ハリバット」はニューハンプシャー州ポーツマスのポーツマス海軍造船所で起工する。1941年12月3日にP・T・ブラックバーン夫人によって進水し、艦長フィリップ・H・ロス少佐（アナポリス1927年組）の指揮下1942年4月10日に就役する。6月23日に訓練を終え、6月27日に真珠湾に向けて回航され、パナマ運河、バルボアを経て7月23日に到着した。

### 第1、第2の哨戒 1942年8月 - 10月
8月9日、「ハリバット」は最初の哨戒でアリューシャン列島方面に向かった。当時同海域の潜水艦隊の主力は旧式のS級であったが、日本軍によるアッツ島およびキスカ島占領で脅威にさらされたので、最新鋭のガトー級を初めとする比較的新しい潜水艦が何隻か投入された。そのうちの「グロウラー (USS Growler, SS-215) 」や「グラニオン (USS Grunion , SS-216) 」は華々しい戦果を挙げていた。8月23日明け方、「ハリバット」はアッツ島北方海域で3,000トン級輸送船を発見するが、先制の砲撃を受けたので潜航する。続いて、アッツ島シチャゴフ港を潜航偵察し、友鶴型水雷艇が停泊しているのを発見。しかし、爆雷攻撃の音を聴取したので、その場を離れる事となった。9月23日、45日間の行動を終えてダッチハーバーに帰投した。
10月2日、2回目の哨戒でアリューシャン方面に向かった。10月11日、北緯53度26分 東経175度35分 / 北緯53.433度 東経175.583度の地点で大型輸送船を発見した。大型輸送船が反転してきたので、艦首発射管から魚雷を1本発射する。その時、輸送船から隠してあった武装、砲と魚雷発射管で反撃された。「ハリバット」は魚雷をもう1本発射するが命中せず、相手はQシップと思われたため、艦尾発射管から魚雷を2本発射したのち罠にかかるまいと脱出した。10月23日、21日間の行動を終えてダッチハーバーに帰投。真珠湾に回航され、10月31日に到着した。

### 第3、第4の哨戒 1942年11月 - 1943年3月
11月22日、「ハリバット」は3回目の哨戒で日本近海に向かった。12月9日未明、ハリバットは北緯40度27分 東経142度11分 / 北緯40.450度 東経142.183度の八戸沖で南下する南航第67船団を発見。追跡の上、翌12月10日未明に輸送船「宇洋丸」（東洋汽船、6,376トン）に対して魚雷を3本発射し、1本が一番船倉に命中したものの同船の損害はこれだけに終わった。続く二度目の攻撃では魚雷を2本発射し、8,000トン級輸送船に2本とも命中して撃破したと判断された。攻撃後は北海道沿岸部に移動し、12月12日深夜には北緯40度37分 東経142度40分 / 北緯40.617度 東経142.667度の地点で輸送船「玉山丸」（巴組汽船、1,970トン）を発見し、魚雷を3本発射して全て命中させて撃沈した。12月16日午後にも北緯41度21分 東経141度33分 / 北緯41.350度 東経141.550度の尻屋崎沖で北航第67船団を攻撃して魚雷を3本発射し、輸送船「神護丸」（栗林商船、4,740トン）に魚雷が1本命中させて撃沈。同じごろにすれ違った南航第75船団に加入の輸送船「玄山丸」（宮地汽船、5,691トン）にも魚雷が1本命中し、同船は白糠海岸に座礁して果てた。「ハリバット」は「神護丸」と「玄山丸」を別々に攻撃したわけではなかった。12月19日夜には北緯41度50分 東経142度22分 / 北緯41.833度 東経142.367度の地点で3,000トン級輸送船を発見し、魚雷を2本発射したが命中しなかった。12月22日朝にも、北緯41度00分 東経141度36分 / 北緯41.000度 東経141.600度の地点で北航第73船団を発見し、輸送船「雪川丸」（川崎汽船、4,501トン）に命中して損傷を与えた。この哨戒での最後の攻撃は12月30日に行われ、北緯41度51分 東経141度47分 / 北緯41.850度 東経141.783度の地点で3,000トン級輸送船に対して魚雷を3本発射したが、命中しなかった。1943年1月15日、54日間の行動を終えて真珠湾に帰投した。
2月8日、4回目の哨戒でカロリン諸島方面に向かった。この哨戒では、日本本土と最前線であるマーシャル諸島の交通路を断つべく行動した。2月18日にウェーク島を偵察した後、2月20日午前に北緯14度33分 東経155度35分 / 北緯14.550度 東経155.583度のポンペイ島沖で特設運送船「新国丸」（内外汽船、3,991トン）を発見し、夜まで追跡した後、北緯15度09分 東経159度30分 / 北緯15.150度 東経159.500度の地点で魚雷を4本発射して3本を命中させて撃沈した。続いて3月3日には、北緯10度18分 東経146度42分 / 北緯10.300度 東経146.700度のグアム南方で特設運送船「日祐丸」（日産汽船、6,817トン）を発見、北緯10度22分 東経145度21分 / 北緯10.367度 東経145.350度の地点で魚雷を4本発射し、2本を命中させて撃破した。「ハリバット」は浮上して止めを刺そうとしたが、反撃を受けて退散した。3月9日には北緯07度58分 東経134度10分 / 北緯7.967度 東経134.167度の地点で病院船「朝日丸」（日本郵船、9,326トン）を目撃し、3月12日未明には北緯09度00分 東経133度10分 / 北緯9.000度 東経133.167度のパラオ西水道近海で陸軍部隊を乗せた輸送船団を発見して攻撃し、5本の命中を得て5,000トン級輸送船3隻の撃破と判断したが、護衛の駆逐艦「三日月」に押さえ込まれた。3月30日、50日間の行動を終えて真珠湾に帰投した。

### 第5の哨戒 1943年6月 - 7月
6月10日、「ハリバット」は5回目の哨戒でトラック諸島方面に向かった。6月12日にジョンストン島で補給を行い、6月20日ごろにトラック近海に到着する。到着後間もなく、駆逐艦に護衛された輸送船を発見するが、攻撃圏内に入ってこなかった。3日後の6月23日にも輸送船と駆逐艦と遭遇し、相手は爆雷攻撃を行うそぶりなどを見せ、攻撃を行う隙を見せなかった。7月10日夜、北緯10度37分 東経150度45分 / 北緯10.617度 東経150.750度のトラック北方170海里の地点で空母「雲鷹」と特設巡洋艦「愛国丸」（大阪商船、10,437トン）、2隻の駆逐艦を発見した。「雲鷹」と「愛国丸」は横須賀を7月6日に出撃してトラックに向かっていたもので、雲鷹は九九式艦上爆撃機27機と零戦45機を輸送中であった。「ハリバット」は魚雷を6本発射し、うち1本ないし3本が「愛国丸」に命中して損傷を与えた。この哨戒ではこれ以外に攻撃機会は訪れなかった。7月16日にはグアムを偵察し、アプラ港内に2隻の大型輸送船が停泊しているのを確認する。7月28日、49日間の行動を終えてミッドウェー島に帰投。艦長がイグナティス・J・ギャランティン少佐（アナポリス1933年組）に代わった。

### 第6の哨戒 1943年8月 - 9月
8月20日、「ハリバット」は6回目の哨戒で「シーレイヴン (USS Searaven, SS-196) 」「ポンパーノ (USS Pompano, SS-181) 」とともに日本近海に向かった。8月29日朝、北緯40度03分 東経142度01分 / 北緯40.050度 東経142.017度の野田湾内に時雨型駆逐艦と思われる艦艇に護衛された輸送船を発見し、駆逐艦に対して魚雷を3本ずつ二度発射するが、逆に察知されて爆雷攻撃を受け、深深度潜航で避退。爆雷は43発投下されて「ハリバット」は8時間もの間じっとせざるを得ず、その後浮上したが目標は去った後だった。翌8月30日、北緯41度53分 東経141度10分 / 北緯41.883度 東経141.167度の恵山岬灯台沖で輸送船「大文丸」（太洋海運、6,581トン）を発見して魚雷を3本発射し、1本を命中させて撃沈。この時も護衛艦から24発の爆雷を投下されたが、「ハリバット」は機雷が敷設されているこの海域を難なく切り抜けた。9月5日早朝、北緯41度22分 東経141度30分 / 北緯41.367度 東経141.500度の地点で3隻の輸送船団を探知し、魚雷を3本ずつ二度発射したが、輸送船「泰来丸」（大連汽船、4,273トン）などに向かった魚雷は全て回避された。9月6日早朝には北緯42度13分 東経142度00分 / 北緯42.217度 東経142.000度の門別沖で輸送船「正元丸」（酒井商店、3,362トン）をレーダーで探知し、まず2本を発射して2本とも命中させ、続いて発射した2本は命中しなかったが、「正元丸」は間もなく沈没した。艦首発射管に装備してあった魚雷を全て撃ち尽くした「ハリバット」は南下する。同日20時26分ごろ、北緯41度40分 東経142度20分 / 北緯41.667度 東経142.333度の地点でレーダーにより高速で航行する目標を探知し、相手を駆逐艦であると判断しつつ攻撃。艦尾発射管から魚雷4本を発射し、1本が命中したのは確認できたが、別段変化はなかった。この相手は大湊から幌筵島に向かっていた重巡洋艦「那智」であり、魚雷は那智の後部煙突直下と舵付近の艦尾に命中したものの2本とも不発に終わり、船体がへこんだことと若干の浸水が生じたこと以外は何もなかったが、爆発していれば航行不能の可能性もあった。この時点で、残りの魚雷がたった1本になったので、「ハリバット」は哨戒を切り上げて帰る事とした。帰途の9月8日には北緯40度51分 東経145度38分 / 北緯40.850度 東経145.633度の地点で150トン級サンパンを破壊した。9月16日、28日間の行動を終えて真珠湾に帰投した。
哨戒の合間の修理中の10月5日から8日にかけて、「ハリバット」はカホオラウェ島近海で魚雷に関する試験に従事した。以前から不発や真っ直ぐに走らない魚雷に対する不満が潜水艦艦長から挙がっており、起爆装置などを改良することとなった。「ハリバット」には改良された魚雷が搭載され実験を実施。その結果は、従来のものより3倍も成績が向上していた。しかし、この試験の最終日に「ハリバット」は潜望鏡深度で護衛駆逐艦と衝突し、潜望鏡を破損した。

### 第7の哨戒 1943年10月 - 11月
10月10日、「ハリバット」は7回目の哨戒で日本近海に向かった。10月14日にミッドウェー島に立ち寄った際、SJレーダーに故障があったので修理し、その後出撃。10月25日に沖の島沖の豊後水道に到着後、10月29日朝に北緯32度00分 東経132度40分 / 北緯32.000度 東経132.667度の地点で輸送船と護衛艦を発見し追跡したが、逆に発見されて潜航して避退し、「第34号駆潜艇」から15発の爆雷を投下された。しばらくしてから浮上してみると、目標はどこかに去っていた。2日後の10月31日午後、北緯32度10分 東経132度46分 / 北緯32.167度 東経132.767度の地点で見張り員が数条の煙を発見した。「ハリバット」はこの煙を追跡し、11月1日になって潜航し観測を続けると、相手は7隻の輸送船と3隻の鴻型水雷艇と考えられた。この船団佐伯を出港してパラオに向かっていたオ112船団であり、12隻の輸送船で構成されていた。11月1日朝、北緯31度23分 東経134度31分 / 北緯31.383度 東経134.517度の地点で7,600トン級輸送船と3,500トン級輸送船に対して魚雷を3本発射し、後者に魚雷が1本命中した事を報告したが、特設運送船「千早丸」（拿捕船、元オランダ船チサロア、7,087トン）は船尾方向に魚雷を1本回避して、他に自爆らしい振動を2つ観測した。午後には一旦オ112船団との接触が途切れるが、夜に入り再び接触を得る。11月1日夜から11月2日明け方まで「ハリバット」が接触を保っていた間に、オ112船団は「トリガー (USS Trigger, SS-237) 」と「シーホース (USS Seahorse, SS-304) 」に攻め立てられて、「千早丸」を含む4隻が沈没していた。「ハリバット」は「トリガー」と「シーホース」の攻撃が終わった後の11月2日8時41分頃に北緯28度16分 東経134度48分 / 北緯28.267度 東経134.800度の地点で陸軍輸送船「愛媛丸」（山下汽船、4,654トン）と2隻の小型輸送船に向けて魚雷を3本発射し、うち2本を命中させ「愛媛丸」を轟沈させた。「ハリバット」はなおもオ112船団に食いつき、「愛媛丸」他2隻への攻撃から間を置かずに、別の3つの目標に対して魚雷を3本発射したが命中しなかった。夜に入って北緯28度01分 東経133度53分 / 北緯28.017度 東経133.883度の地点でオ112船団から脱落したと思しき小型輸送船と護衛艦に対して魚雷を3本発射したが、これも命中しなかった。11月3日朝にも、北緯27度30分 東経133度52分 / 北緯27.500度 東経133.867度の地点で2隻の小型輸送船と護衛艦に対して魚雷を3本発射したが、これまた命中しなかった。11月5日早朝、「ハリバット」は司令部からのウルトラ情報に基づき、北緯32度06分 東経133度29分 / 北緯32.100度 東経133.483度の豊後水道で艦隊（丁三号輸送部隊）を迎え撃った。レーダーで観測しつつ、北緯32度19分 東経132度58分 / 北緯32.317度 東経132.967度の地点で「長門型戦艦」と「翔鶴型航空母艦」に向けて魚雷を艦首から6本、艦尾から2本の計8本発射。魚雷は空母「隼鷹」の艦尾に一本命中し、操舵不能に陥った。残りの魚雷は後ろを航行していた戦艦「山城」をかすめ去った。「隼鷹」は「山城」や重巡洋艦「利根」の曳航により、なんとか呉にたどり着くことができた。「ハリバット」は13発の爆雷を投下されたが逃げ切った。11月17日、37日間の行動を終えて真珠湾に帰投した。

### 第8の哨戒 1943年12月 - 1944年2月
12月14日、ハリバットは「ハダック (USS Haddock, SS-231) 」「タリビー (USS Tullibee, SS-284) 」とウルフパックを構成しマリアナ諸島方面に向かった。12月31日に北緯20度09分 東経143度52分 / 北緯20.150度 東経143.867度の地点で病院船「高砂丸」（大阪商船、9,347トン）を確認した後、1944年1月2日には北緯21度26分 東経145度21分 / 北緯21.433度 東経145.350度の地点で日本潜水艦、1月7日には北緯20度13分 東経147度10分 / 北緯20.217度 東経147.167度の地点で2隻の高雄型重巡洋艦と護衛の駆逐艦2隻を発見し、1月11日には北緯11度36分 東経145度09分 / 北緯11.600度 東経145.150度の地点で、トラックから日本本土へ向かう戦艦「大和」と護衛の駆逐艦「藤波」および「朝雲」をそれぞれ発見したが、いずれも追いつけなかった。「大和」発見時には、自艦が追いつけないので他の潜水艦に迎撃してもらうよう司令部に通報した。1月14日午後、北緯05度28分 東経142度39分 / 北緯5.467度 東経142.650度の地点で単独で航行中の駆逐艦に対して魚雷を4本発射するが、命中しなかった。グアムアプラ港を偵察していた1月19日、僚艦「ハダック」が空母「雲鷹」と「瑞鳳」を発見し、「雲鷹」に魚雷を2本命中させて撃破。「雲鷹」は微速航行でサイパン島に向かい、同地で応急修理が行われる事になったが、環礁に囲まれたタナパグ湾には入れず修理作業は環礁外で行われた。「ハリバット」がタナパグ湾外に現れたのは、1月21日のことであったが、香取型練習巡洋艦と思しき大型艦と駆逐艦、2隻の輸送船しか見なかった。ところが、2日後の1月23日にタナパグ湾を再び偵察したところ、「雲鷹」の姿を見ることが出来た。しかし、上空に航空機の警戒が厳しく、また爆雷攻撃の音も聴取されたため攻撃する機会がなかった。結局この哨戒では戦果はなかった。2月2日、「ハリバット」は50日間の行動を終えてミッドウェー島に帰投。次回の哨戒に備えて係留中、嵐によりバラストタンクを損傷し、真珠湾で修理した。

### 第9の哨戒 1944年3月 - 5月
3月21日、「ハリバット」は9回目の哨戒で南西諸島方面へ向かった。4月12日未明、ハリバットは北緯28度08分 東経128度57分 / 北緯28.133度 東経128.950度の奄美大島と徳之島を結ぶ海域で護衛艦3隻と貨客船および輸送船からなる、鹿児島から那覇に向かっていた鹿004船団を発見した。「ハリバット」は魚雷を3本発射し、やがて閃光が望見された。魚雷は貨客船「台中丸」（大阪商船、3,213トン）に命中してこれを撃沈した。3隻の護衛艦が18発の爆雷を投下し、気泡の噴出を見て「撃沈確実」と判断したが、実際には「ハリバット」に被害はなかった。4月27日未明には、沖縄島北北東の海域で門司に向かっていた沖609船団を発見し、3時に至り北緯27度03分 東経128度06分 / 北緯27.050度 東経128.100度の伊平屋島東沖で2つの目標に対して魚雷を3本ずつ計6本発射し、やがて魚雷命中の閃光が見えた。最初の攻撃を受け、敷設艇「鴎」は反撃の爆雷攻撃を開始する。約1時間後、船団から遅れていた輸送船「玄武丸」（日本郵船、1,872トン）に対して魚雷を3本発射し、うち2本命中させて撃沈した。9時過ぎには三度目の攻撃で魚雷を4本発射し、うち2本が「鴎」に命中して撃沈した。やがて航空機が飛来し、潜航中の「ハリバット」を攻撃してきたので、深深度に避退した。航空機と2隻の護衛艦から実に90発もの爆雷を投下されたものの、「ハリバット」はその場を難なく立ち去った。4月29日夕刻には久米島沖に浮上して、久米島の陸上施設に対し4インチ砲による艦砲射撃を行い、倉庫や建物を破壊した。5月3日午後には、北緯27度30分 東経128度45分 / 北緯27.500度 東経128.750度の地点で「18隻の貨物サンパンの艦隊」、実際には南方行きの機帆船団に遭遇。2隻の250トン級のサンパンを炎上させたり破壊したが、攻撃中に「ハリバット」の乗組員3名が負傷した。この攻撃により機帆船「第五昇運丸」が沈没した。5月11日にミッドウェー島に寄港し、負傷者はオークランドの海軍病院に搬送されていった。5月15日、「ハリバット」は58日間の行動を終えて真珠湾に帰投。サンフランシスコに回航され、ベスレヘム・スチールでオーバーホールに入った。オーバーホールが終わると9月20日に真珠湾に戻り、Mk18型電池魚雷を搭載した。

### 第10の哨戒 1944年10月 - 11月
10月8日、「ハリバット」は「ハダック」「ツナ (USS Tuna, SS-203) 」とウルフパックを構成しルソン島東方海面に向かった。この哨戒では艦船攻撃のほかに、第38任務部隊（マーク・ミッチャー中将）のパイロット救助の任務も与えられた。10月19日にサイパン島に立ち寄った後、2日後の10月21日に発ち、担当海域に急行した。レイテ沖海戦は10月20日から始まっており、3隻は10月25日になって担当海域に到着した。司令部から指示された配備点に関しては、北緯20度30分 東経125度30分 / 北緯20.500度 東経125.500度から東経129度までの線上であり、「ハリバット」以下、この海域に配備された各潜水艦は15海里から20海里の間隔で配備するよう指示されていたが、この時点では3隻とも小沢治三郎中将率いる機動部隊を確認できなかった。「ハリバット」は浮上して哨戒していたが、夕方17時になり搭乗員同士の交信を多数受信した。この頃、小沢中将の機動部隊は最後の航空攻撃を受けており、主目標は退却しつつある伊勢型航空戦艦あるいは扶桑型戦艦と目される戦艦を中心とする残存艦だった。そして、それらの残党連中は思いがけず、「ハリバット」がいる海域に向かいつつあった。
17時42分、艦橋で自ら見張っていたギャランティン艦長は、戦艦のマストのようなものを発見。「ハダック」と「ツナ」に報告した後17時45分に潜望鏡深度に潜航した。ギャランティンは伊勢型あるいは扶桑型を目標に観測を続けた。しかし、どうしても距離が縮められず、目標までの距離は最低でも3,000mぐらいあると思われた。18時43分、「ハリバット」は少し距離が遠かったが伊勢型あるいは扶桑型に向けて魚雷を6本発射した。周囲には駆逐艦が何隻かいたが、それらに対する艦尾発射管からの攻撃は行われなかった。やがて5つの命中音を聴取し、3分後に観測してみると、転覆した艦艇の残骸と思しき物以外は発見できなかった。周囲の艦隊はどこかに消えていた。その後ウルフパックは、残党をレーダーで追跡した後、ルソン海峡の西側に向かった。
戦後、JANACによって「『ハリバット』はこの時、防空駆逐艦『秋月』を撃沈した」と認定された。アメリカ側資料やそれに準拠した書物には、これに基づいて「『ハリバット』が『秋月』を撃沈した」という記述を記すようになった。しかし、第38任務部隊機の空襲により沈没した秋月の沈没時刻は朝の8時57分であり、その時刻に「ハリバット」は何らアクションを起こしていない。ギャランティン自身は、最初は「戦艦を撃沈した」と報告し、後に相手はおそらく「初月」であろうとした。「ハリバット」が実際に雷撃目標としたのは「伊勢」か『日向』のどちらなのか特定はされていない。また日本側、特に「伊勢」および「日向」の第四航空戦隊（松田千秋少将）ではこの雷撃に気づいた様子はない。11月9日、「ハリバット」は病院船「氷川丸」（日本郵船、11,622トン）を目撃した。11月13日になると、航空機の哨戒が厳しくなっていることが感じられた。
11月14日正午ごろ、「ハリバット」は北緯21度02分 東経121度36分 / 北緯21.033度 東経121.600度のルソン海峡で、北向きの針路をとる護衛艦と4隻の大型輸送船からなる輸送船団を発見。潜航し、北緯20度56分 東経121度33分 / 北緯20.933度 東経121.550度の地点で目標に向けて距離2,800mで魚雷を4本発射した。2つの命中音を聴取の後、反撃を避けるため深深度潜航に移りつつあったその時、磁気探知機を搭載しルソン海峡の哨戒に当たっていた第九〇一海軍航空隊の陸上攻撃機1機が潜水艦を探知し、爆撃を行った。5回の爆発に続いて不快な騒音を聞いた。続いて2隻の護衛艦からの反響音を探知し、それから間もなく至近距離で爆雷の爆発が起こり、「ハリバット」は水深99mの位置に吹き飛ばされた。攻撃はなお収まらず、「ハリバット」は攻撃を受け続けた結果、浮力タンクが損傷し安全深度を超える130mの位置にまで沈下した。安全深度を超えていたので船体のあちこちに異常が出始めていた。船体そのものが大幅に歪み、前部発射管室とメインタンクには重大なダメージが生じ、蓄電池も亀裂が走りおびただしい硫酸が流れ出ていた。さらに、船体のダメージは航行上の重要区画にも影響を及ぼし、推進器軸は船体の歪みで絶えずきしみ音を出す始末であった。音響兵器や水測兵器も全部破壊し、辛うじて艦の心臓部たるメインエンジンと機関、舵だけが無事という有様であった。16時45分頃には攻撃が終わり、「ハリバット」はゆっくりと水深91mの位置に浮上し、次いで19時10分、浮上した。調査した結果、普通では壊れない備砲の尾栓が破壊されていた。レーダーは修理されたが、他の主要部分や外殻のダメージは応急修理すらままならないほど大きく、首の皮一枚繋がっている感じだった。「ハリバット」に致命的な損害を与えた相手の艦は判明していない。
21時30分、「ハリバット」は隣の哨戒海域にいた「ピンタド (USS Pintado, SS-387) 」「ジャラオ (USS Jallao, SS-368) 」および「アトゥル (USS Atule, SS-403) 」のウルフパックに助けを求めた。「ピンタド」は損傷著しい「ハリバット」に代わって損害の程度を司令部に打電。その結果、「ピンタド」が哨戒を中止して「ハリバット」をサイパン島まで護衛することになった。11月17日に確認のために、生涯最後となる潜航を30分弱にわたって実施。11月19日、49日間の行動を終えてサイパン島に帰投した。

### その後
「ハリバット」は真珠湾に向かい、12月1日に到着。真珠湾での調査で、損傷は想像以上に大きすぎて、本格的な修理は断念すると結論付けられた。万が一修理をしても、もはや戦争の行方は明らかだった。「ハリバット」はニューロンドンで練習艦となることが内定し、12月5日に出港。12月12日にサンフランシスコに到着した後、1945年2月16日にポーツマス海軍造船所に到着した。1945年7月18日に退役し、1947年1月10日にニュージャージー州カムデンのクエーカー・シップヤード・アンド・マシーナリー社へスクラップとして23,123ドルの値で売却された。
「ハリバット」は第二次世界大戦の戦功で7個の従軍星章を受章した。戦闘哨戒は第3回から第7回、第9回と第10回での戦果が記録された。
「ハリバット」のバトル・フラッグは、乗組員の写真やその他の記念品と共に、真珠湾のアリゾナ記念館に隣り合うボーフィン潜水艦博物館に展示されている。